# 海道 (ゲーム)
『海道』（うみのうち）は、ディーオーから2004年4月23日に発売されたアダルトゲームである。

## あらすじ
9月初旬、瀬戸内海の島に住む主人公・椎堂 和哉のクラスに従姉の椎堂 葵（しどう あおい）が転入する。都会育ちの葵は島での田舎暮らしに不満を持っていたが、和哉たちとの交流を経て心を通わせる。
翌月、和哉は葵に告白し、恋人同士となる。その矢先、島で開かれる「新九朗祭」の「島娘」に葵が選ばれる。

## 登場人物
椎堂 和哉
椎堂 葵（しどう あおい）
声：一色ヒカル
和哉の従姉。両親の離婚で東京から転校してきた。本来は優しく思いやりのある女の子だが、素直になれずに憎まれ口を言うことが多く、周囲からは誤解されがち。転校時はそれがかなり顕著。
木之下 純 （きのした じゅん）
声：茶谷やすら
和哉の幼馴染で同級生かつお隣さん。とにかく元気。義理人情に厚い姉御肌の性格で、進んでリーダーシップをとる。仲間内で遊んだり騒いだりするのが好き。
相澤 しのぶ （あいざわ しのぶ）
声：理多
和哉の同級生。温厚な性格をしている。双葉島の大地主の娘。引っ込み思案で自己主張することが少ないが、芯はしっかりしている。おっとりしているので誤解されがちだが勉強もスポーツも特に苦手がない。
吉岡 奈美 （よしおか なみ）
声：金田まひる
和哉の後輩。同級生の妹。和哉に少しだけ憧れている。実家はそこそこ繁盛している旅館だが、本人は今の生活から抜け出したくてたまらない。
木之下 真希 （きのした まき）
声：児玉さとみ
純の姉で、和哉たちの学校に教師として勤務している。ワイルドな性格。授業でも通常会話でも下ネタを連発し、相手が戸惑うのを見て楽しんだりしている。ミニスカートの下は下着なしという噂があるが、誰もそれを確認できないでいる。

## 主題歌
ミカンの香りと瀬戸の海
- 歌：有村深羽[1]／作詞：Melody Nelson／作曲：高橋秀紀[4]